# Dicranomyia lissomelania
Dicranomyia lissomelania är en tvåvingeart som först beskrevs av Alexander 1967.  Dicranomyia lissomelania ingår i släktet Dicranomyia och familjen småharkrankar.
Artens utbredningsområde är Ecuador. Inga underarter finns listade i Catalogue of Life.